# Vanessa Redgrave
Vanessa Redgrave (London, 30. siječnja 1937.) engleska je kazališna, filmska i televizijska glumica. 

## Životopis
Potječe iz poznate glumačke obitelji Redgrave, njeni roditelji Michael Redgrave i Rachel Kempson, braća Corin Redgrave i Lynn Redgrave, i kćeri Joely Richardson i Natasha Richardson također su glumci i glumice. U kazalištu debitira 1961., igrajući Rosalind u Shakespeareovoj komediji Kako vam drago zajedno s Royal Shakespeare Company te je od tada ostvarila 35 uloga u londonskom West Endu i Broadwayu, i osvojila nagrade Tony i Olivier. 
Nastupila je u više od 80 filmova; uključujući Mary, Queen of Scots, Isadora, Mission: Impossible i Mrs Dalloway. Hvaljena kao jedna od najvećih glumica njene generacija, osvojila je Oscara, dva Emmyja, Tony, dva Zlatna globusa i Nagradu Udruge filmskih i TV glumaca. Tennessee Williams smatrao ju je "najvećom glumicom našeg doba". 2010., za izvanredan doprinos filmu, dodijeljena joj je nagrada Bafta Fellowship Award.

## Izabrana filmografija
- Morgan! (1966.)
- Blowup (1966.)
- Camelot (1967.)
- Isadora (1968.)
- Mary, Queen of Scots (1972.)
- Julia (1977.)
- Playing For Time (1980.)
- The Bostonians (1984.)
- Howards End (1992.)
- If These Walls Could Talk 2 (2000.)
- The Gathering Storm (2002.)

## Vanjske poveznice
- Vanessa Redgrave u internetskoj bazi filmova IMDb-u (engl.)
- Vanessa Redgrave  na Internet Broadway Database